# Турция във Втората световна война
Турция по време на Втората световна война пази неутралитет.
Присъединява се към антихитлеристката коалиция едва на последния етап от войната. Въпреки това, като се има предвид важната стратегическа позиция на Турция, двата воюващи помежду си военни блока полагат необичайно активни дипломатически усилия, за да я привлекат на своя страна. Основният капитал на Турция е контрола ѝ над черноморските проливи по силата на конвенцията от Монтрьо. В Турция повечето политически сили смятат, имайки памет за краха на Османската империя с мудроското примирие, че страната не трябва да взема страна във ВСВ.
На конференцията в Техеран тримата големи дискутират участието на Турция във ВСВ.